# 제이슨 테이텀
제이슨 크리스토퍼 테이텀 시니어(영어: Jayson Christopher Tatum Sr., 영어 발음: /ˈd͡ʒeɪsən ˈteɪtəm/, 1998년 3월 3일~)는 미국의 농구 선수로 포지션은 스트레치 포이다. 현재 전미 농구 협회(NBA)의 클럽인 보스턴 셀틱스 소속으로 뛰고 있다. 제이슨 테이텀은 듀크 대학교에서 보낸 1년 동안 ACC 컨퍼런스의 우승을 차지한 후, 2017년 NCAA 토너먼트 32강에 진출하였다. 테이텀은 2017년 NBA 신인 드래프트에서 전체 순위 3순위로 보스턴 셀틱스에 지명되었다. 2020년 도쿄 하계 올림픽에서 미국 농구 국가대표팀에 발탁되어 금메달리스트가 되었다.